# صموئيل الأول. هوبكينز
صموئيل الأول. هوبكينز هو سياسي أمريكي، ولد في 12 ديسمبر 1843 في Owensville, Maryland ‏ في الولايات المتحدة، وتوفي في 15 يناير 1914 في لينشبرغ في الولايات المتحدة. انتخب عضو مجلس نواب الولايات المتحدة عن ولاية فرجينيا ‏ وانتخب عضو مجلس النواب الأمريكي ‏.